# Гернет, Михаил Михайлович
Михаил Михайлович Гернет (1903, Париж — 2011, Москва ) — советский учёный в области механики. Заслуженный деятель науки и техники РСФСР (1972).

## Биография
Родился 13 октября 1903 года в семье М. Н. Гернета в Париже, где его отец читал лекции в Высшей школе социальных наук.
В 1925 году окончил Московский университет и преподавал в высших учебных заведениях Москвы: в 1924—1931 годах — в Государственном астрофизическом институте, с 1930 года — в Московском технологическом институте пищевой промышленности (профессор с 1935).
Основные научные интересы — теоретическая механика и теория механизмов. Им были разработаны новые методы определения моментов инерции, балансировки и уравновешивания механических систем; получен ряд результатов в теории молотковых дробилок и в теории машин пищевой промышленности. Принимал участие в разработке терминологии общей механики и теории механизмов. Совместно с Г. Н. Дубошиным в 1930 году создал советский авиационный астрономический ежегодник для ночных полётов.
В 1953 году защитил диссертацию на соискание учёной степени доктора технических наук по теме «Исследования в области динамики мукомольных машин».
В 1972 году получил звание «Заслуженный деятель науки и техники РСФСР».
Умер в Мосве в 2011 году.